# Rejinți, Kiustendil
Rejinți (în bulgară Режинци) este un sat în comuna Kiustendil, regiunea Kiustendil,  Bulgaria. 

## Demografie
Componența etnică a satului Rejinți
     Nicio identificare (100%)
     Altele (0%)
La recensământul din 2011, populația satului Rejinți era de 2 locuitori. . Pentru 100% din locuitori nu este cunoscută apartenența etnică.